# Aguascalientes Open de 2011
O Aguascalientes Open de 2011 foi um torneio profissional de tênis jogado em quadras de saibro. Foi a primeira edição do torneio, que fez parte do ATP Challenger Tour de 2011. Ela ocorreu em Aguascalientes, México, entre 26 de setembro e 2 de outubro de 2011.

## Entradas na chave principal de simples

### Cabeças de chave
| País | Jogador              | Rank1 | N° |
| ---- | -------------------- | ----- | -- |
| ARG  | Horacio Zeballos     | 105   | 1  |
| ARG  | Máximo González      | 110   | 2  |
| COL  | Carlos Salamanca     | 173   | 3  |
| ARG  | Facundo Bagnis       | 186   | 4  |
| ARG  | Eduardo Schwank      | 222   | 5  |
| DOM  | Víctor Estrella      | 230   | 6  |
| MDA  | Roman Borvanov       | 231   | 7  |
| COL  | Juan Sebastián Cabal | 239   | 8  |

- 1 Rankings de 19 de Setembro de 2011.

### Outras entradas
Os seguintes jogadores receberam wildcards para entrar na chave principal:
- José Enrique Hernández
- Eduardo Magadan-Castro
- Marco Aurei Núñez
- Carlos Velasco

Os seguintes jogadores entraram pelo qualifying:
- Haydn Lewis
- César Ramírez
- Nima Roshan
- Manuel Sánchez

## Campeões

### Simples
- Juan Sebastián Cabal der.  Robert Farah, 6–4, 7–6(7–3)

### Duplas
- Daniel Garza /  Santiago González der.  Júlio César Campozano /  Víctor Estrella, 6–4, 5–7, [11–9]